# Minimaaloppervlak

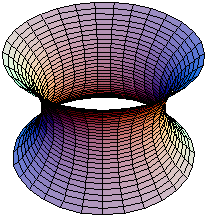
Een catenoïde

In de differentiaalmeetkunde, een deelgebied van de meetkunde, is een minimaaloppervlak een oppervlak met een gemiddelde kromming van nul.

## Voorbeelden
Klassieke voorbeelden van minimaaloppervlakken zijn:
- het vlak, een triviaal geval van een minimaaloppervlak.
- catenoïde: minimaaloppervlak dat ontstaat door een kettinglijn een keer rond zijn as te roteren.
- helicoïde, een soort schroef van Archimedes.
- het Enneper-oppervlak

Recente ontdekkingen zijn onder meer het minimaaloppervlak van Costa en de gyroïde.
In de natuurkunde is een zeepbel een voorbeeld van een minimaaloppervlak.